# Mesoleuca bimacularia
Mesoleuca bimacularia är en fjärilsart som beskrevs av John Henry Leech 1897. Mesoleuca bimacularia ingår i släktet Mesoleuca och familjen mätare. Inga underarter finns listade i Catalogue of Life.